# Selo pri Zagorju
Selo pri Zagorju – wieś w Słowenii, w gminie Zagorje ob Savi. W 2018 roku liczyła 304 mieszkańców.